# Farol Moronas
O Farol Moronas ou farolete Moronas é um farol brasileiro localizado a cerca de 30 km a leste de Manaus, no estado do Amazonas.
Torre cilíndrica de concreto, montada sobre uma base elevada, com degraus, também cilindrica; farol pintado de branco, base por pintar.
Localizado próximo de margem direita do rio Amazonas, oposto ao Farol da Pedra do Jacaré, entre os quais os barcos deverão passar na sua aproximação ao porto de Manaus, foi inaugurado em 1910.
Emite um relâmpago verde a cada três segundos, com um alcance de 5 milhas náuticas.